# Бей-Паркуэй (линия Уэст-Энд, Би-эм-ти)
|   |   |   |   |   |   |   |
| · | · | · | · | · | · | · |

|   |   |   |   |   |   |   |
| · | · | · | · | · | · | · |

«Бей-Паркуэй» (англ. Bay Parkway) — станция Нью-Йоркского метрополитена, расположенная на линии Уэст-Энд, Би-эм-ти. Станция находится в Бруклине, на границе округов Бенсонхерст и Бат-Бич, на пересечении Бэй Парквэя с 86-й улицей. На станции останавливается маршрут D (круглосуточно).
Станция эстакадная, представлена двумя островными платформами, расположенными на трехпутном участке линии. Центральный экспресс-путь не используется для маршрутного движения поездов. В центральной части платформы оборудованы зелеными навесами.
Станция имеет единственный выход, расположенный в центральной части платформ. Лестницы с каждой платформы ведут в эстакадный мезонин под платформами, где расположен турникетный павильон и зал ожидания. Оттуда в город ведут четыре лестницы, ко всем углам перекрестка Бэй Парквэя и 86-й улицы. Через мезонин также осуществляется переход между платформами. Станция была заснята в сцене погони в фильме «Французский связной».
Эта станция была конечной для час-пиковых поездов M в период с 1987 по 2010 год. Несмотря на то что указатели на станции сообщали об использовании этими поездами центрального пути для разворота, они использовали только локальные пути. Дело в том, что к северу от станции нет никаких съездов между путями и поезда M физически не могли попасть с внешнего на центральный экспресс-путь. Все съезды на станции располагаются с юга: их-то для оборота и использовал маршрут M.
- Выход со станции
- Вид на станцию с соседней 20-й авеню